# ヴィクトリア・オブ・サクス＝コバーグ＝ザールフィールド
ヴィクトリア・オブ・サクス＝コバーグ＝ザールフィールド （英語: Victoria of Saxe-Coburg-Saalfeld, 1786年8月17日 - 1861年3月16日）は、ケント公エドワード・オーガスタスの妻で、イギリス女王ヴィクトリアの母。
ドイツ語名はヴィクトリア・フォン・ザクセン＝コーブルク＝ザールフェルト（Viktoria von Sachsen-Coburg-Saalfeld）。

## 生涯
ザクセン＝コーブルク＝ザールフェルト公フランツとロイス＝エーベルスドルフ伯家出身のアウグステとの間の四女としてコーブルクで生まれた。全名（ドイツ語名）はマリー・ルイーゼ・ヴィクトリア（Marie Luise Viktoria）。初代ベルギー国王となるレオポルド1世は弟、娘婿となるアルバート公は甥（兄エルンスト1世の子）である。1803年、23歳年上のライニンゲン侯エミッヒ・カールと17歳で結婚。侯は再婚で、病死した先妻ヘンリエッテは母方の叔母に当たった。カールとの間にはカール・フリードリヒ、フェオドラの2子が生まれた。
エミッヒ・カールに先立たれた後、結婚相手を探していたジョージ3世の四男ケント公に求婚され、1818年に再婚した。初めは物価の安いコーブルクに住んだが、子供を生むのはイギリスでと決め、妊娠中の身でありながらイギリスへ渡る。翌年5月に長女ヴィクトリアを生んだ。そのわずか8ヶ月後、ケント公が死去した。
ケント公に先立たれたヴィクトリアは、英語を話せず、最初の結婚によるわずかな年金でも生活できるため、館のあるコーブルクへ戻ろうかと考えた。この時点でのイギリス王位継承権で娘ヴィクトリアの上位に3人の人物がいた。摂政王太子ジョージ（後のジョージ4世）、ヨーク・オールバニ公フレデリック、クラレンス公ウィリアム（後のウィリアム4世）ら、亡夫の兄たちである。王太子とヨーク公には子供がなかったが、クラレンス公には若いアデレード妃がおり、子供が生まれる可能性があった。しかし、ヴィクトリアは性急にドイツへ帰国するのをやめ、娘の未来に賭けることにした。内閣も、ケント公の遺産を相続できるようとりはからい、住居としてケンジントン宮殿の数室があてがわれた。
ケント公爵夫人ヴィクトリアが瞬く間に英語を覚え、イギリスの事情に通じるようになったのは、個人秘書となったアイルランド人ジョン・コンロイのおかげだった。彼女はコンロイの影響下で政治にも口を挟みはじめ、のちにウィリアム4世と非常に関係が悪化した。王は2人の娘を次々と亡くし、その後も子供を授からなかったため、姪であるヴィクトリア王女に好意を寄せていたが、それをいいことに出しゃばるケント公未亡人には手を焼いた。未来の王太后として、ヴィクトリア王女の私的旅行を「勉学」と称して公費を請求したり、ケンジントン宮殿の部屋を勝手に占有したり、王礼砲（王と王妃にしかできない）を王女のためにするよう陸軍に厚かましく要求したりしたのである。実子を亡くしたアデレード王妃にもよく可愛がられていた、ウィリアム4世の庶子達（当時は王室の一員として捉えられていた）にも様々な嫌がらせをし、王からの嫌悪感は頂点に達した。王は晩年に、自身の誕生日を祝う晩餐で、誕生祝いの礼を述べるべきスピーチを、彼女への怒りの言葉に変えてしまった。「余は、余の寿命が後1年長らえることを念じている。そうすれば、ここに座る若きレディーがめでたく成人し、この忌々しい人物が摂政となる禍々しい事態は避けられる。」
ヴィクトリア女王の即位後、悪質な噂が流された。女王の母ケント公爵夫人とジョン・コンロイは恋人どうしで、ケント公に隠れて不義を働き、ヴィクトリア女王が生まれたというのである。女王の子孫に現れた血友病の遺伝をあてこする内容であった。イギリス王室内に血友病患者はそれまで誰一人いなかったためであるが、ケント公爵夫人は妊娠したときドイツにいてコンロイとは出会っていなかったので、噂に根拠はない。現在、女王かケント公のどちらかの突然変異による遺伝と考えられている。

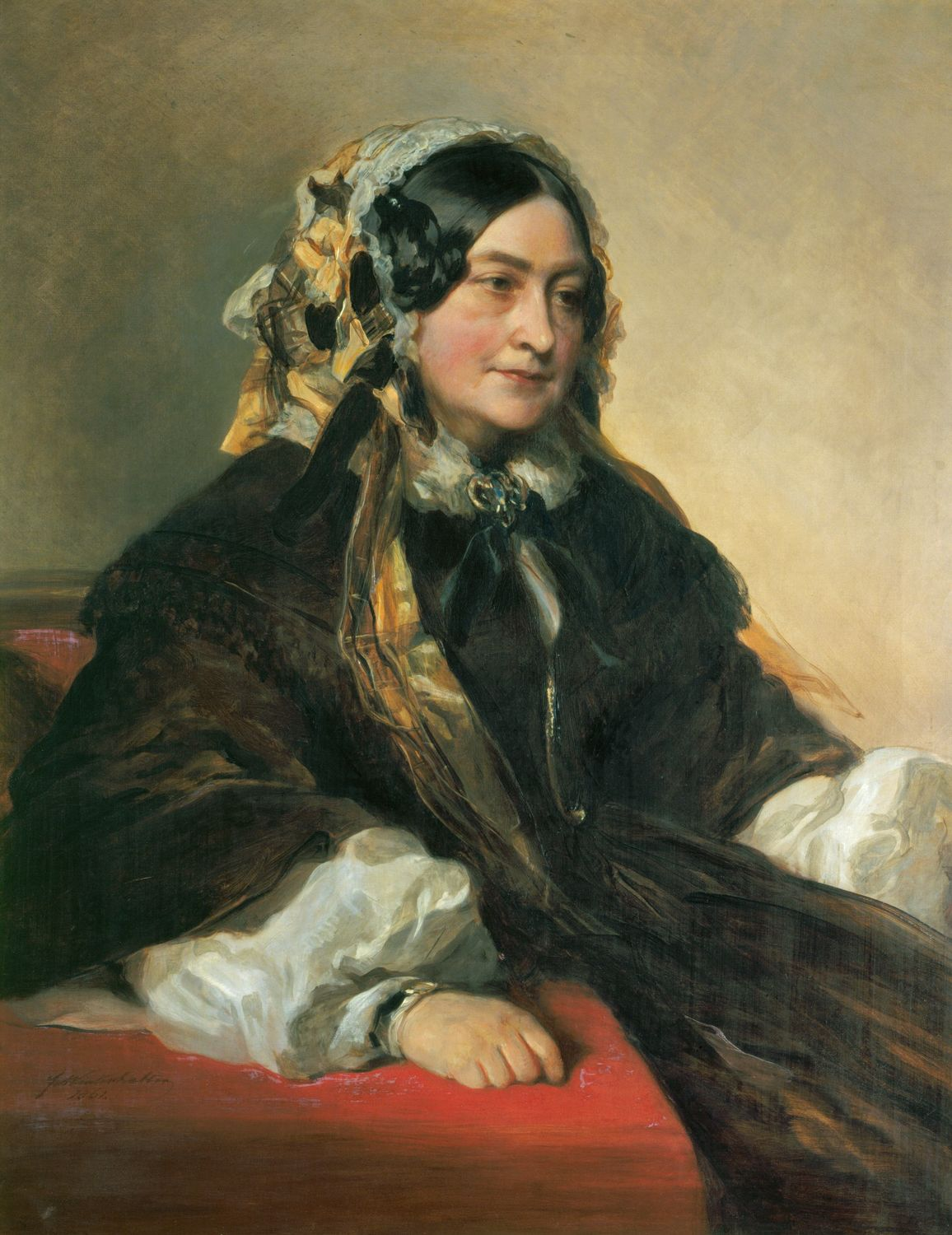
晩年のケント公爵夫人（フランツ・ヴィンターハルター画・1861年）

ヴィクトリア女王は、即位したその日から母とは別の部屋で寝起きするようになった。レーツェン夫人、フォン・シュトックマー男爵という優秀な補佐を置いたため、次第と母親の影響下から脱した。女王がアルバート公と結婚した後、ケント公爵夫人は一人の「祖母」として第1王女ヴィクトリアの出生に立ち会い、2人の親子関係は以前よりも親密さを増したと言われた。1861年に74歳で病没し、ウィンザーに葬られた。その年は、母と夫アルバートを同時に亡くすという、女王にとって悲惨な年となった。

## 子女

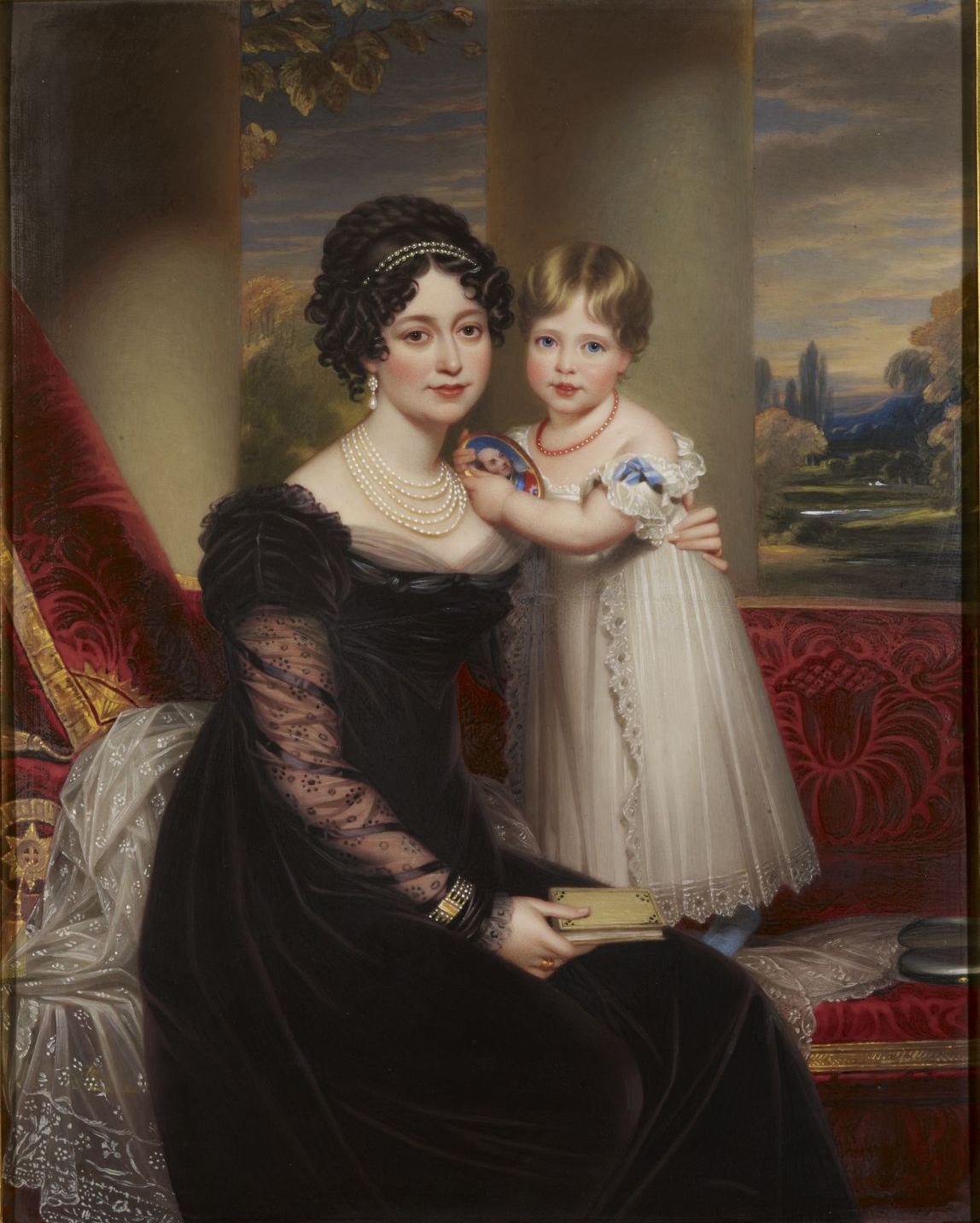
ケント公爵夫人と娘のヴィクトリア王女、ヘンリー・ボーン画、1824/25年

最初の夫ライニンゲン侯との間には1男1女をもうけた。
- カール・フリードリヒ・ヴィルヘルム・エミッヒ（1804年 - 1856年） - ライニンゲン侯
- アンナ・フェオドラ・アウグステ・シャルロッテ・ヴィルヘルミーネ（1807年 - 1872年） - 1828年、ホーエンローエ＝ランゲンブルク侯エルンスト1世と結婚

2番目の夫ケント公爵との間には1女をもうけた。
- アレグザンドリーナ・ヴィクトリア（1819年 - 1901年） - イギリス女王